# Dasophrys saliotragus
Dasophrys saliotragus là một loài ruồi trong họ Asilidae. Dasophrys saliotragus được Londt miêu tả năm 1981. Loài này phân bố ở vùng nhiệt đới châu Phi.